# Chuyến bay 191 của Delta Air Lines
Chuyến bay 191 của Delta Air Lines là một chuyến bay thường lệ của hãng Delta Air Lines từ Fort Lauderdale, Florida, đến Los Angeles, qua Dallas bị rơi vào ngày 2 tháng 8 năm 1985, lúc 18:05 (UTC-05: 00). Chuyến bay sử dụng tàu bay Lockheed L-1011 TriStar hoạt động trên chuyến bay này đã gặp phải một vụ nổ nhỏ trong khi tiếp cận đường bộ trên đường băng 17L (nay được đánh dấu 17C) tại Sân bay quốc tế Fort Lauderdale–Hollywood (DFW). Các phi công đã không thể thoát khỏi sự kiện thời tiết và máy bay tấn công trên mặt đất trong một dặm đường băng. Chuyến bay trúng một chiếc xe hơi chạy về phía bắc của sân bay và hai bể nước, tan rã. Vụ tai nạn đã làm 136 người thiệt mạng trên máy bay,{efn|name="fatality footnote"|Vụ rơi của chuyến bay 191 cuối cùng đã giết chết 137 người, trong đó có 136 người trên chiếc máy bay và một người trên mặt đất. Tổng số này bao gồm hai hành khách ban đầu sống sót sau tai nạn nhưng sau đó chết do tai nạn của họ. Vào ngày 4 tháng 10 năm 1985, một hành khách bị đốt cháy nặng nề, những người bị chấn thương hai chân, đã chết hơn hai tháng sau vụ tai nạn, đánh dấu lần thứ 137 và lần tử vong cuối cùng sau tai nạn. Mặc dù các báo cáo của các phương tiện truyền thông đã cho thấy tổng cộng 137 người tử vong do tai nạn, báo cáo cuối cùng của NTSB chỉ xác định 135 thương tích "tử vong". Trong báo cáo cuối cùng, NTSB giải thích rằng các quy định liên bang quy định "thương tích gây tử vong" như là một thương tích dẫn đến tử vong trong vòng 30 ngày kể từ khi xảy ra tai nạn.:6 trong đó có 128 trong số 152 hành khách và 8 trong số 11 phi hành và lái xe. Ủy ban an toàn giao thông quốc gia (NTSB) xác định vụ tai nạn là do phi hành đoàn bay qua cơn bão, thiếu các thủ tục và huấn luyện để tránh hoặc tránh các cuộc phóng xạ và thiếu thông tin về sự cố về gió đứt.

## Liên can

### Máy bay

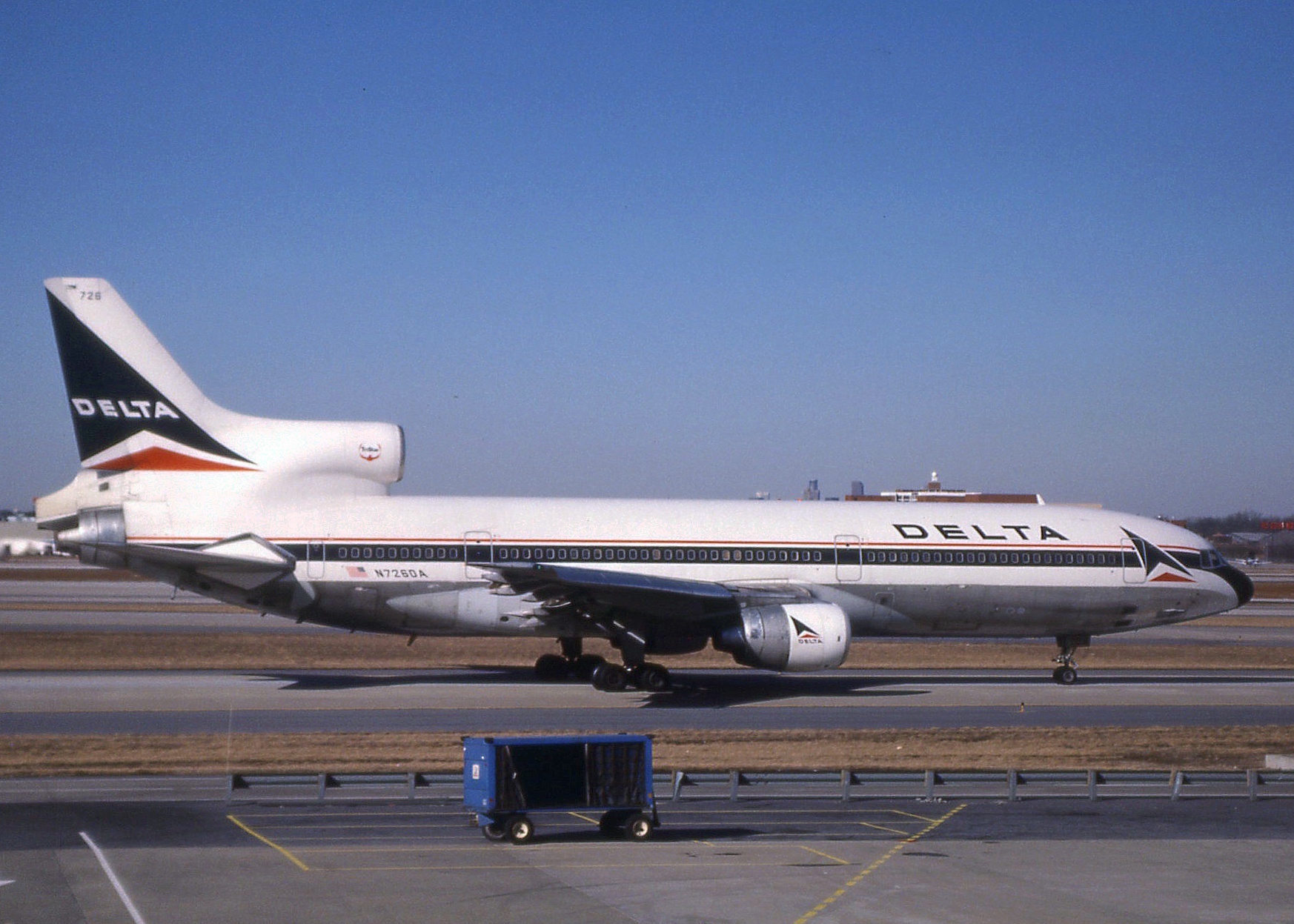
N726DA, chiếc máy bay gặp nạn tại Sân bay quốc tế Hartsfield–Jackson Atlanta vào tháng 2 năm 1985

Máy bay được sử dụng là một chiếc Lockheed L-1011-385-1 TriStar (số đăng kí N726DA). Được giao cho Delta vào ngày 28 tháng Hai năm 1979, hãng đã đưa máy bay vào khai thác kể từ ngày đó. Máy bay được trang bị ba động cơ Rolls-Royce RB211-22B.

### Phi hành đoàn
Phi hành đoàn trên chuyến bay 191 bao gồm ba phi công, và tám tiếp viên hàng không. Trong tổng số 11 phi hành đoàn, chỉ có ba tiếp viên sống sót sau vụ tai nạn.
Cơ trưởng Edward N. (Ted) Connors, 57 tuổi, đã làm việc tại Delta Air Lines từ năm 1954. Ông được cấp chứng chỉ bay với tư cách là cơ trưởng cho chiếc TriStar vào năm 1979 và đã được thông qua các khóa đào tạo cũng như kiểm tra trình độ chuyên môn. Bản báo cáo của NTSB nhắc đến việc những phi hành đoàn đã từng bay cùng ông Connors phản ánh rằng ông là một phi công quá cẩn thận và luôn tuân thủ theo các chính sách của công ty. Bản báo cáo cũng chỉ ra rằng Connors chuyển quỹ đạo bay để tránh các vùng giông bão kể cả khi các chuyến bay khác lựa chọn bay thẳng, và luôn sẵn lòng chấp nhận mọi đóng góp ý kiến từ phi hành đoàn. Kể từ khi được chứng nhận từ năm 1979, Connors đã vượt qua tất cả tám đường bay kiểm tra; Báo cáo NTSB đồng thời cũng ghi chú rằng ông đã nhận được các phản hồi tích cực liên quan đến kỷ luật buồng lái và tiêu chuẩn hóa. Connors đã tích lũy được hơn 29,300 giờ bay, trong đó có 3,000 giờ trên chiếc TriStar.
Cơ phó chuyến bay 191 là ông Rudolph P. (Rudy) Price Jr., 42 tuổi, làm việc tại Delta Air Lines từ năm 1970. Các cơ trưởng của hãng Delta đã từng bay với Price nhận xét rằng ông là một cơ phó trên trung bình và hiểu biết rất rõ về chiếc TriStar. Price có tổng cộng 6,500 giờ bay, trong đó có 1,200 giờ bay trên chiếc TriStar. Kỹ sư Nicholas N. (Nick) Nassick, 43 tuổi, làm việc cho Delta Air Lines từ năm 1976. Ông có tổng cộng 6,500 giờ bay, trong đó có 4,500 giờ bay trên chiếc TriStar. Các đồng nghiệp của ông miêu tả rằng ông là người tinh ý, cảnh giác và chuyên nghiệp.
Connors đã phục vụ trong Hải quân Hoa Kỳ từ năm 1950 đến năm 1954 và đã chiến đấu trong 2 giờ trong Chiến tranh Triều Tiên. Price đã phục vụ trong Không quân Hoa Kỳ từ năm 1964 đến năm 1979 và đánh bốn trận trong Chiến tranh Việt Nam. Nasick đã phục vụ trong Không quân Hoa Kỳ từ năm 1963 đến năm 1976 và đánh bốn trận trong Chiến tranh Việt Nam.

### Hành khách
Trong tổng số 152 hành khách có 128 thiệt mạng trong vụ tai nạn. Mười hai trong số 24 hành khách sống sót sau vụ tai nạn ngồi tập trung với nhau gần đuôi máy bay. Báo cáo NTSB chỉ ghi 126 hành khách thiệt mạng thay vì 128, nhưng ghi chú là hai hành khách được xếp là sống sót đã tử vong sau 30 ngày kể từ ngày xảy ra tai nạn, vào ngày 13 tháng Chín và ngày 4 tháng Mười năm 1985. Trong tổng số người thiệt mạng, 73 người đến từ Miami metropolitan area. Trong đó, 45 người dến từ Broward County, 19 từ Palm Beach County, và chín người từ Dade County. Một trong những hành khách là Don Estridge, được biết đến là cha đẻ của chiếc IBM PC, tử vong trên chuyến bay cùng vợ của ông, hai thực tập sinh IBM kỳ hè, bốn nhân viên IMB từ Văn phòng Chi nhánh IBM tại Burbank, CA, và sáu thành viên trong gia đình của các nhân viên IBM.